# 안젤로사우루스
안젤로사우루스(학명:Angelosaurus Olson & Berrbower)는 도마뱀목 카세아과에 속하는 도마뱀이다. 지금은 멸종된 종으로서 전체적인 몸길이가 2~3m인 중대형급의 몸을 가진 도마뱀이다.

## 특징
안젤로사우루스(Angelosaurus, 'Angel 도마뱀', Olson & Berrbower 1953)는 카세과(Caseae)과에 속하는 기초 시냅스(특히 플라이코사우루스와 많이 닮은 종이다.)이다. 타입종인 안젤로사우루스 돌라니(Angelosaurus dolani)는 미국 텍사스주 녹스 카운티 미들산안젤로 포메이션(Middle San Angelo Formation, Nox County, Middle San Angelo Formation, Early Permian)의 부분 두개골로부터 알려져 있다. 이 표본은 길이가 3미터에서 3미터 반이고 무게는 약 300킬로그램인 개인을 나타낸다. 현대의 코틸로린쿠스처럼 또 다른 케이스디드처럼 그것은 크고 중후하고 식물의 잎을 주로 먹어 초식적이었다. 또한 카제이드, 카제옵시스 등과도 환경을 공유했다. 그것은 아마도 큰 스페나코돈 페리코사우루스 디메트로돈에 의해 먹혀들었을 것이다. 모든 케이스아이들과 마찬가지로 안젤로사우루스는 진화적으로 보수적인 시냅시드였으며 소와 비슷한 생태학적 역할을 차지하면서 당대의 지배적인 초식동물 중 하나였을 것으로 보인다. 가위 두개골은 큰 시간적 개구부, 큰 비강과 소나무 개구부, 그리고 아래턱의 이빨을 뚜렷하게 돌출시키는 위턱에 의해 다른 익룡과 구별된다. 두개골이 삐죽삐죽하다.치아가 균일하다. 시체는 아마도 다른 케이스아이들과 마찬가지로 통 모양이었고 팔다리가 크고 경추도 작았을 것이다. 그리고 디메트로돈이나 에다포사우루스 같은 더 잘 알려진 익룡들과는 달리 케이시드는 돛을 형성하는 척추뼈의 과장된 신장성을 가지고 있지 않다. 안젤로사우루스의 다른 두 종 즉 안젤로사우루스 그리니 올슨 1962년과 안젤로사우루스 로메리 올슨과 바르구센이 1962년에 두 종은 지금까지 설명되어 왔다.

## 생존시기와 서식지와 화석의 발견
안젤로사우루스가 생존했었던 시기는 고생대의 페름기로서 지금으로부터 2억 9000만년전~2억 4500만년전에 생존했었던 종이다. 생존했었던 시기에는 북아메리카를 중심으로 하여 당시에 존재했던 초원, 삼림, 늪지 등에서 주로 서식했었던 도마뱀이다. 화석의 발견은 1953년에 북아메리카의 페름기에 형성된 지층에서 미국의 고생물학자들에 의하여 처음으로 화석이 발견되어 새롭게 명명된 종이다.

## 같이 보기
- 파충류
- 고생대
- 페름기
- 도마뱀
- 화석